# ريتشارد بوكنر
ريتشارد بوكنر (بالإنجليزية: Richard Buckner)‏ هو مغني ومغن مؤلف أمريكي، ولد في 1967 في كاليفورنيا في الولايات المتحدة.

## وصلات خارجية
- ريتشارد بوكنر على موقع ميوزك برينز (الإنجليزية)
- ريتشارد بوكنر على موقع أول ميوزيك (الإنجليزية)
- ريتشارد بوكنر على موقع ديسكوغز (الإنجليزية)